# Malaria (film, 1943)
Pour les articles homonymes, voir Malaria (homonymie).
Pour plus de détails, voir Fiche technique et Distribution.
Malaria est un film français réalisé par Jean Gourguet, sorti en 1943.

## Synopsis
Dans l’empire colonial français, un triangle amoureux se crée entre deux hommes et une femme. Elle commence à avoir une liaison avec un des deux hommes qui lui promet de la ramener en Europe, loin de cette colonie tropicale où elle se sent comme en prison. Mais un serviteur indigène les entend et disparaît mystérieusement, ce qui conduit à soupçonner des meurtres.

## Fiche technique
- Titre : Malaria
- Réalisation : Jean Gourguet
- Scénario : Jean Gourguet, Georges Vally et Émile Roussel
- Dialogues : Paul Achard
- Photographie : Georges Million
- Décors : Robert Dumesnil
- Son : Lucien Lacharmoise
- Montage : Étienne Bigand
- Musique : Arthur Hoérée
- Sociétés de production : U.F.P.C. - Les Films S.F.P.
- Pays d'origine :  France
- Durée : 90 minutes
- Date de sortie : 
  - France : 30 juin 1943

## Distribution
- Mireille Balin : Madeleine
- Sessue Hayakawa : Saïdi
- Jacques Dumesnil : Barral
- Alexandre Rignault : le père Dalmar
- Jean Debucourt : Dr Cyril
- Michel Vitold : Henri
- Charles Lemontier : Ginès
- Paul Demange : Moniz
- Marcel Maupi : Zanzi
- Michel Salina : Dago